# Захаров, Николай Фёдорович
Николай Фёдорович Захаров (25 июля [6 августа] 1886, Полевской, Свердловская область — 13 марта 1934, Свердловск) — комиссар Северского завода в 1917—1920 годах, директор Каслинского завода в 1920—1921 годах, Билимбаевского завода в 1923—1926 годах, Чусовского завода в 1926—1928 годах, Кусинского завода в 1928—1929 годах, первый директор Челябинского завода ферросплавов в 1929—1932 годах.

## Биография
Родился 25 июля 1886 года в семье машиниста Фёдора Захарова на Северском заводе Екатеринбургского уезда Пермской губернии. Получил 3-х классное образование.
В 1896—1908 годах работал по найму на торфянике с 10 лет, в огнеупорном цехе, в кустарной мастерской.
Затем служба в звании унтер-офицера в Русской императорской армии в 1908—1911 годах.
В 1911—1914 годах служил мастеровым мартеновского цеха Северского завода. В 1914—1917 годах призван в армию, ветеран Первой мировой войны.
Член ВКП(б) с 1917 года, участник гражданской войны, доброволец Красной Армии.
Комиссар в 1917—1919 годах, председатель делового совета завода в 1919—1920 годах Северского завода. Затем директор Каслинского завода в 1920—1921 годах, Билимбаевского завода в 1923—1926 годах, Чусовского завода в 1926—1928 годах, Кусинского завода в 1928—1929 годах.
В 1929—1932 годах начальник строительства, а затем первый директор Челябинского завода ферросплавов. Отозван в Наркомат в 1932 году.
По решению директора Каслинского завода Н. Ф. Захарова в 1921 году в переплавку были отправлены детали Каслинского чугунного павильона. Мастера каслинского завода отправили в Уральский обком письмо с просьбой о сохранении Каслинского павильона как произведения искусства. Работники Уральского областного государственного музея также отправили в обком письма в защиту павильона. Решение о переплавке было отменено, остатки павильона в 1922 году были отправлены в музей УОЛЕ.
На начало 1934 года — начальник строительства Чусовстроя объединения «Востокосоюзстрой».
Скончался 13 марта 1934 года в Свердловске от паралича сердца.

## Память
«Портрет Н. Ф. Захарова — директора Челябинского электрометаллургического комбината» от 28 января 1932 года художника Фёдора Александровича Модорова хранится в Екатеринбургском музее изобразительных искусств.

## Награды
За свои достижения был неоднократно награждён:
- 3 сентября 1931 года — орден Ленина «За особо выдающиеся заслуги в деле строительства комбината и пуска завода ферросплавов».